# Oxyagrion chapadense
Oxyagrion chapadense là một loài chuồn chuồn kim trong họ Coenagrionidae.
Oxyagrion chapadense được miêu tả khoa học năm 1978 bởi Costa.